# CQ (日本のバンド)
CQ（シーキュー）は、元東京酒吐座のメンバーを中心に結成されたロックバンド。

## メンバー
- 笹渕啓史 - ドラム
Creature Creatureのドラマー。元Plastic Tree、東京酒吐座のメンバー。
- 渡辺清美 - ギター
殻、koldcake、Petit Brabanconのギタリスト。acid android及び、Petit Brabanconではantz名義で活動。元東京酒吐座のメンバー。
- 菅原祥隆 - ギター
Presence of soulのギタリスト。元東京酒吐座のメンバー。
- 澁谷潤 - ボーカル、ギター
darioのボーカリスト。元honeydip、tronのメンバー。
- 大場和香 - ベース 
PHYCHO DAZE BASS ベースマガジン賞

### 旧メンバー
- yuki - ベース
KenKen × unoグルーヴコンテスト最優秀賞 / 第二回亀田杯ファイナリスト

## 前身：東京酒吐座
東京酒吐座（トウキョウ シューゲイザー）は、日本のシューゲイザー・バンド。トリプルギターを擁する6人編成。2010年に結成され、2013年に解散した。
ササブチヒロシが自身の誕生日記念イベントを自身で企画し、2010年10月にShibuya O-WEST（東京都渋谷区）で開催した。このイベントで披露するために一夜限りで結成されたのが東京酒吐座である。
一夜限りのはずであったが、活動は継続され、2011年10月に台湾で開催されるササブチヒロシの生誕イベント兼メジャー・デビュー10周年記念イベントへの出演することになったため、アルバム制作を行うようになった。なお、アルバムは台湾盤が先行発売された。

### メンバー
- ササブチヒロシ - ドラム
元Plastic Treeのドラマー。
- 渡辺清美 - ギター、ボーカル
殻のギタリスト。acid androidでもantz名義で活動。
- Yoshi - ギター
Presence of soulのギタリスト。
- the k - ベース
101Aのベース＆プログラミング担当。
- 五味誠 - ギター
ZEPPET STOREのギタリスト。2013年1月に加入[2]。
- アナンダ・ジェイコブズ（Ananda Jacobs） - ボーカル
2013年6月加入[3]。
ロサンゼルス生まれワシントン育ち。モデル、作曲、シンガー。
2006年、モデル活動の拠点を移すため東京へ移住。以降、モデル、女優、タレント等マルチに活動し、日本でもドラマ、バラエティ、映画、CM出演など250作品を超える。

### 来歴
- 2010年
  - 10月、元Plastic Treeのササブチヒロシを中心に結成。 [4][リンク切れ]
  - 10月12日、デモ『1st Demo CD』をリリース。
- 2011年
  - 11月、1stアルバム『crystallize』をリリース。 リリースツアーでは台湾でもライヴを行なった。
- 2013年
  - 1月5日、ZEPPET STOREの五味誠が加入したことを発表。
  - 1月23日、MY BLOODY VALENTINEトリビュートアルバム『Yellow Loveless』と、Lemon's Chairとのスプリット盤『Japan Shoegazer as only one』を同時リリース。
  - 5月15日、2ndアルバム『turnaround』をリリース。同年加入した五味とムックのミヤをミックスエンジニアに迎えた他、多数のゲストを迎えた作品となった。[5]
  - 5月29日、ライヴにて新ボーカリスト・アナンダ・ジェイコブズの加入を発表。
  - 10月15日、the k(Bass)の脱退申し出を受けて、10月18日のライブイベント「道玄坂異種格闘技戦 vol.57」への参加をもって解散することを発表[6]。

### ディスコグラフィー

#### アルバム
|     | タイトル                                   | 発売日                                            | 規格品番 | 備考                |
| --- | ------------------------------------------ | ------------------------------------------------- | -------- | ------------------- |
| 1st | crystallize                                | 2011年10月12日（台湾盤） 2011年11月23日（日本盤） | NJR-001  |                     |
| 2nd | turnaround                                 | 2013年5月15日                                     | NJR-002  |                     |
|     | crystallize (10th Anniversary Edition)     | 2021年12月15日                                    | HHCD-013 | HIGHER HELL RECORDS |
| 3rd | 月世界遊泳(Moonworld Playground)           | 2022年6月8日                                      | HHCD-014 | HIGHER HELL RECORDS |
| EP  | Gyoninzaka in the Four Seasons             | 2022年12月2日                                     |          |                     |
|     | turnaround (10th Anniversary Re-Recording) | 2023年12月15日                                    | HHCD-018 | HIGHER HELL RECORDS |

#### コンピレーション等
- japan shoegazer as only one Lemon's Chair/東京酒吐座 （2013年1月23日）
※Lemon's Chairとのスプリット盤。「awake」と「silent roar」を収録。
- YELLOW LOVELESS（2013年1月23日）
※日本のミュージシャン達によるMY BLOODY VALENTINE『loveless』のトリビュート盤。「only shallow」と「i only said」を収録。

#### デモ
- 1st Demo CD（2010年10月12日） ※廃盤

## CQとしての来歴
- 2014年
  - 5月15日、元東京酒吐座のメンバーを中心に、新バンドの結成を発表[7]。
  - 6月18日、1stアルバム「what a Wonderful World」を発売し、全国ツアー「この素晴らしき世界」を行う。
  - 10月13日、「what a Cruel World e.p.」を発売し、全国ツアー「この残酷な世界」を行う。[8][9]
  - 12月27日、ベースの大場和香脱退。
- 2015年
  - 4月3日、ベースyukiが加入。アナログLP「what a Wonderful World's End」、ライブリミックス盤「what a Cruel World's End e.p.」を発売。リリースツアー「Eli.」を行う。[10]。
  - 5月27日、アストロブライトの来日公演にて共演。
  - 11月3日、12インチ45回転アナログEP「From Dusk Till Dawn e.p.」を発売。リリースツアーを行う。
  - 12月12日、リンゴ・デススター来日公演のサポートアクトをつとめる。
- 2016年
  - 1月15日、ベースのyukiが脱退。
  - 2月11日、大場和香が再加入する。
  - 7月8日、クリトリック・リスとコラボし、12インチ45回転180g重量盤EP「1989」を発売。リリースツアーを行う。
  - 11月2日、初の全国流通盤となるアルバム「Communication,Cultural,Curiosity Quotient」をVinyl Junkie Recordingsよりリリース。[11]
- 2017年
  - 10月24日、ミニアルバム「Black Syrup White Heaven」を発売。リリースパーティーを行う。
- 2018年
  - 2月26日、デジタルカードシングル「after the Black Syrup White Heaven」を発売。・・・・・・・・・とダブルリリースパーティーを行う。

## ディスコグラフィー
| タイトル                                  | 発売日         | 規格品番 | 備考 |
| ----------------------------------------- | -------------- | -------- | --- |
| what a Wonderful World                    | 2014年6月18日  | HHCD-001 | 会場限定販売/300枚限定（シリアルナンバー入り）                                                          |
| what a Cruel World e.p.                   | 2014年10月13日 | HHCD-002 | 会場限定販売/200枚限定                                                                                  |
| what a Wonderful World's End              | 2015年4月3日   | HHVI-001 | アナログLP盤（Audio CD同梱）                                                                            |
| what a Cruel World's End e.p.             | 2015年4月3日   | HHCD-004 | ライブ音源/リミックスエンジニアとしてBORIS Atsuo、downy 青木裕、COALTAR OF THE DEEPERS NARASAKIが参加。 |
| From Dusk Till Dawn e.p.                  | 2015年11月3日  | HHVI-002 | 12インチ45回転アナログEP（Audio CD同梱）                                                                |
| 1989                                      | 2016年7月8日   | HHVI-003 | 12インチ45回転180ｇ重量盤EP（5曲入CD同梱）/クリトリック・リスとのコラボ                                 |
| Communication,Cultural,Curiosity Quotient | 2016年11月2日  | VJR-3199 | 全国流通盤/Vinyl Junkie Recordingsよりリリース                                                          |
| Black Syrup White Heaven                  | 2017年10月24日 | HHCD-005 | 会場限定販売/300枚限定                                                                                  |
| after the Black Syrup White Heaven        | 2018年2月26日  | HHDC-001 | デジタルカード販売/会場限定/100枚限定/・・・・・・・・・の・が歌うSleeper収録                           |